# Campamento Revolucionario
Campamento Revolucionario, también conocido como el Batallón del Oriente, es un grupo dominicano de música Rap, fundado en 1996 en la ciudad de Santo Domingo. Estuvo conformado en su última etapa por Junior Polanco (Mercenario), Infinito Orpheo, Profásico, Prisco, Shade, Carlo Carezzano (DJ) y Luigi Blandino. 

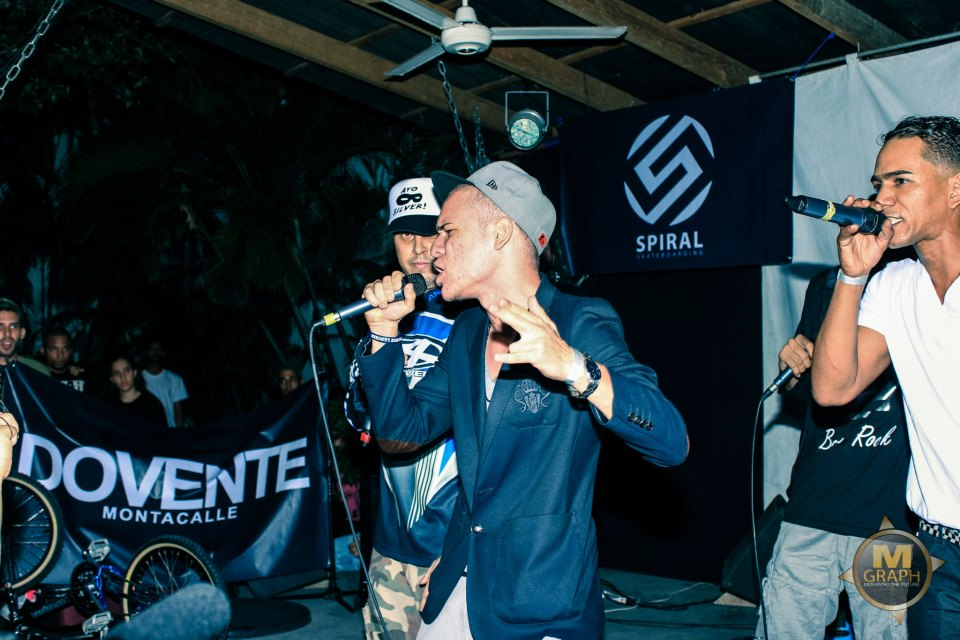
Campamento en escena. RapBmxSkate2012.

## Historia
Originalmente, la agrupación estuvo compuesta por Nukleo Salomon, Junior Polanco (Mercenario), Anónimo Blandino (E.P.D), Luigi Blandino, El Místico, Eddy Day, Tary Mc, DJ Lombardo, Acappello, Colombo Rubirosa (E.P.D), El Auténtico y Face One. Al año siguiente estarían integrándose al equipo nuevos talentos como el Sumo Profásico, Ímpetus y El Negro Exponente.
Anderson Hilario Colombo (Colombo Rubirosa) era residente del sector de Los Mina y solía bailar Breakdance a edad temprana en el elenco del programa Sábado Chiquito, del fallecido productor y comunicador dominicano Rafael Corporán de los Santos. También era parte de los Boogie Down Boyz, bailarines del grupo Boogie Down Rap, de las primeras organizaciones que empezaron a emerger en la naciente escena Hip Hop en el país, comenzando la década del 90.
Al mismo tiempo en el sector de Villa Duarte, había toda una juventud inclinada a la música rap, y no habían tenido hasta el momento la oportunidad siquiera de hacerse notar. Como parte de este movimiento podemos mencionar a Gary Crocket (Anónimo Blandino) y Gunseller Face (Luigi Blandino), conocido también por el apodo de "Gatore", quien junto a Gary para finales del año 1995 conformaría un dúo llamado Doble G.
Los Doble G, exhibían rudeza en el estilo, rasgo que sería parte fundamental de una las facciones de la mística de El Campamento al llegar 1996. Más adelante a instancias del joven David Miguel Hiciano (Nukleo Salomón), el grupo de Gary y Gatore grabaría dos canciones tituladas " Combinado poder" y "El lado oscuro de la cara" sobre los instrumentales de Shook Ones pt.l y ll de Mobb Deep. 
Estas pistas fueron facilitadas por Junior Polanco (Mercenario) quien recién estaba conociendo a David.
Ambas muestras fueron realizadas en un pequeño estudio de grabación, propiedad de un muchacho conocido solo por el apodo de "Junior Dj" (E.P.D), residente por igual de Villa Duarte como los demás; exceptuando a Junior Polanco quien residía en el Ensanche Piantini situado en la zona opuesta de la ciudad. "Combinado poder" y "El lado oscuro de la cara" se convertirían inconscientemente en el empuje para el inicio del proyecto Campamento. 
Gary Crocket, es quien hace la primera alusión al futuro nombre del colectivo, cuando en el track "Combinado poder", cita: 

"...porque yo vengo, de un campamento, y esto es un combinado poder."

 Se estaba refiriendo al campamento de la Marina de Guerra de Villa Duarte, aledaño a su casa y a la de los muchachos. Igualmente, punto de referencia de los vecinos del lugar.
Pasado el 1995 y ya algo avanzado el año siguiente, es cuando en agosto el joven David, conoce a Anthony Sánchez conocido por el apodo de "Acapello". Al igual que se topa finalmente con Anderson Hilario, y decide formar con ellos un dúo rapero denominado "Alerta Negra", inspirado en el popular binomio norteamericano Smif-N-Wessun.
Ya finalizando ese mismo mes, David, quien ya se encontraba de lleno en la coordinación de todas las grabaciones del grupo aún sin definir, patrocinado por Junior Polanco y Dj Lombardo Ramírez, reúne a todos los muchachos para un tema en conjunto. En dicho trabajo figuran aparte de los demás reclutados: "Junior Perfect" (El Místico), "Face One" alias el "Solitario", "Pow" conocido como "El Auténtico" y "Eddie Day" o "El Centinela". Todos igualmente de la parte oriental de Santo Domingo. 
Polanco, es quien traza las pautas en cuanto a vestimenta y vocabulario militar, pensando en el campamento de la marina mentado anteriormente e influenciado por los S1W'S, del grupo de Hip Hop estadounidense, Public Enemy.
El Campamento Revolucionario comienza a operar como tal en el mercado "underground", el 3 de noviembre de 1996 en la plaza "Doble seis", en lo que fue la apertura del 3.er y último "Funky Jam", organizado por el rapero Ito Ogamy parte del círculo de fundadores del Rap Dominicano, desde 1989. En la actividad participaron grupos, mcs y djs como: Fundación Negra, Tribu Rebelde, Born Mc, Dj Rapha, Dj Strike One y Dj Lombardo. Presentando el evento estuvieron: Junior Polanco, Papo del grupo Monopolio y Pimpo, alias "Luis Manuel Productions".
En enero de 1997, ingresa Winfield Torres quien adoptaría el pseudónimo de "Clásico" inicialmente, para luego cambiarlo por Sumo Profásico, dentro de la agrupación. Winfield, llega ya con una trayectoria de varios años, siendo pupilo de KC de los "Two Hype" y luego del maestro Born Mc en BMCP, previamente.
BlackOne o Negro Exponente, llega al Campamento de manos del Nukleo Salomón, en su inquietud por integrar nuevos colores a la identidad musical del colectivo. Este elemento entrante, traía consigo experiencia profesional en percusionismo y música tropical, lo que dotó al equipo de un aire renovador, vital para el nacimiento de diversos sencillos en los que se destaca más, el bautizado como "Marchando". En dicha grabación, figuran Colombo Rubirosa, el mismo BlackOne y Nukleo Salomón.

## "Marchando hacia la eternidad", y el Rap Dominicano
Luego de agotar toda una etapa de trabajos de calidad “casera” las mayorías realizadas por Henry Rafael Acevedo (Fuerza Delta) entre otros laboratorios improvisados, en diciembre de 1998 ponen a circular su primera muestra profesional compuesta por 13 tracks, titulada “Marchando hacia la eternidad”,  Tomás Álvarez (Toque Profundo) y Joy García (Solo5), estuvieron a cargo de la producción. 
“M. H. L. E.”, marcó un antes y un después en la forma de comercializar, conceptualizar y producir rap en República Dominicana, siendo el primer volumen en trabajarse a totalidad en un estudio de primer orden, con los estándares que exigía la radiodifusión de entonces. El álbum contó con una acogida inusual por parte de los diversos medios de prensa, partiendo de que el hip hop no era una música siquiera establecida o popular en el país para esos tiempos. 
La línea gráfica de la carátula y el proceso de comercialización, fue un trabajo conceptual de Profásico, en combinación con 4 Paredes Estudio y el señor Roque Cruz de R&L records. Se vendieron 4,000 ejemplares del álbum en Santo Domingo, y se envió otra parte a España a donde un amigo del colectivo apodado Danny B, originario de la provincia de Puerto Plata.
Por otro lado, es declarado -disco elemental- para la actual generación Hip Hop en dominicana, por la revista europea Zona de Obras, en lo que fue su segundo suplemento musical denominado Actualidad Hip Hop, Discografía Esencial: España y Latinoamérica donde reseña:

Campamento Revolucionario, Marchando hacia la eternidad (1998). Antes de fundar la Cooperativa Empresarial, "Lo Correcto", publicó uno de los discos elementales de la nueva escena hip hop dominicana. Con una propuesta sostenida por el old school y el hardcore, Marchando hacia la eternidad, alberga canciones que recurren a la metáfora para narrar circunstancias sociales y emocionales.

También detrás de la difusión, estuvieron: 
Charlie Valens y “El Reguerazo de las 5”; Anyara y Raffy Comprés en KQ-94.5 FM; Haim López y Manuel Rodríguez con el espacio “Bajo Tierra” en Amet canal 47, Pablo Ferrer (Revista Bureo), Tiago's Cd Store, Dj Mahogany, Radio Listín (99.7 FM), La Nota Diferente (95.7 FM), Lucy Marchese (Fusion Rose Cafe Bar), y Freddy Gonzáles (FlowZine NY), en los que se pueden destacar...

## Primer festival internacional de Hip Hop en República Dominicana
Para el 2003 el grupo realiza “El primer festival internacional De Hip Hop en República Dominicana”, celebrado en el club de profesores de la Universidad Autónoma de Santo Domingo (UASD), con el auspicio de Lucy Márchese y Fusión Rose Café Bar. Además de Red Bull y el propio club en la persona del profesor David Torres. 
Para entonces el grupo se encontraba conformado solo por Profásico, Colombo Rubirosa y Junior Polanco. En dicho evento se dio el estreno del trabajo audiovisual bautizado con el nombre de Campamentuno, dirigido y producido por Freddy Gonzales, de Flowzine NY/Akasha Video Productions, con la asistencia de X Records, y Jessica Méndez. 
Para dicho festival, se hizo una gira de medios orquestada por la comunicadora y actriz Hony Estrella. Se visitaron espacios como "El Mismo Golpe" del locutor y presentador Jochy Santos. También: En Acción con Manuel y Hermes, Los Manolos, Sábado de Corporán y los programas de César Medina, Pablo Ross y Jesús Nova respectivamente.

## Desintegración y reagrupación
En 2003 la agrupación a raíz de conflictos internos y la partida de dos de sus miembros al exterior, comenzó un proceso de desintegración que la sumió en un limbo indefinido. No es sino hasta el 2010 tras la muerte de Anónimo Blandino, que Junior Polanco luego de conocer al poeta Jairo G. Cáceres Simó (Infinito Orpheo)
, se ve motivado a reagrupar una porción de sus antiguos compañeros, para volver a trabajar bajo el nombre de El Campamento. La producción musical en esta nueva etapa, caería sobre la responsabilidad del también joven, Carlo Carezzano.
La realización del sencillo titulado, "Campamento 2010", en donde figuran Nukleo Salomón, Colombo Rubirosa, Impetus, Mercenario, Profásico e Infinito, fue el comienzo oficial para la nueva etapa de la agrupación. En dicha muestra Junior Polanco es quien da la apertura formal a Orpheo, cuando en una de sus estrofas dice: 

"Percibí el futuro antes, sin un Deloream. Traje al Infinito aquí ya para reescribir la historia...

De los antiguos miembros en este nuevo episodio se integra también, Luigi Blandino (El Mago del Terror). Al igual que amigos mcs de la primera etapa del crew en los 90'; fue el caso de Prisco y Shade. 
Prisco, es un rapero proveniente de Puerto Plata y de trayectoria considerable. Hizo vida también en San Pedro de Macorís, donde se desarrolló junto a grupos como Rap Sonora y Perfecto Clan. Luego se muda a la capital, y obtiene influencias del maestro Born Mc. Al igual que se mezcla luego con el resto de la escena Hip Hop de Santo Domingo, colaborando y formando parte de diversas agrupaciones, antes de llegar al Campamento finalmente en el año 2010.
Esta vez también contaron en su estructura con el trabajo de Karla Asunción Nivar como relacionadora pública; siendo esta la primera vez a lo largo del grupo, que se involucraba a una mujer activamente.

## Hechos y Aportes
- Con la salida del álbum Marchando Hacia La Eternidad en 1998, el Rap Dominicano da el primer paso a lo que fue la producción profesional de música hip hop.

- Figura en el Diccionario de Hip Hop y rap afrolatinos, compendio que abarca la mayor parte de los grupos y solistas de rap, con trayectoria notable en sus respectivos países. Dicho compilado reseña colectivos y mcs de la talla de Violadores del Verso, Rakim, Nas, entre otros.[3]

- Se posicionaron en el primer puesto del top de "La Nota Diferente" (95.7 FM), con el sencillo "Dando aco" junto a Toque Profundo en el año 2000.

- La revista europea Zona de Obras, reseña el sencillo "Dando aco" y le incluye en su variado musical del volumen número 22 del suplemento.[4]

- Impetus, colabora con el mítico grupo norteamericano Wu-Tang Clan con la remezcla de State of Grace junto a Raekwon.[5]

- Fueron junto a los grupos Tribu Rebelde, Mc Connection, Sánchez Family y El Padrino, anfitriones del concierto del destacado grupo norteamericano Das EFX, tras su primera visita al país en 2012. En dicho evento fueron homenajeadas varias figuras importantes del escenario local por parte de El templo del Hip Hop (The temple of Hip Hop), organización perteneciente al también norteamericano, rapero y activista, KRS-One.[6][7]

- Invitados a participar en el homenaje "40 años sin René", tributo al fenecido poeta, publicista y revolucionario dominicano René del Risco. En dicha ceremonia Infinito Orpheo en presencia de diversos artistas y personalidades de la talla de Víctor Víctor, Marivell Contreras, Pavel Nuñez, Minerva del Risco (hija del poeta), Alicia Ortega y demás. Dedíca "Belicia", un rap basado en el poemario del "El viento frío", obra cumbre, del difunto escritor.[8]
- Un Cantautor y Rapero Dominicano llamado Joe Blandino, trabaja arduamente por el reconocimiento de todos los personajes que han aportado tanto al Rap local de República Dominicana, como también al movimiento en general de manera internacional. En su lucha incesable busca videos de estos grandes raperos y los cuelga en sus redes sociales donde miles comentan y aprecian sus talentos. Lamenta no haber conocido a sus familiares lejanos Anonimo Blandino y Luigi Blandino al crecer, pero asegura que mantendrá sus nombres y aportaciones vivos, en la memorias de las nuevas generaciones.[9][10]

## Discografía
- Campamento Revolucionario- Marchando hacia la eternidad (M.H.L.E.) (1998)
- Campamento Revolucionario- Senderos De Gloria (2013) (trunco)

## Álbumes individuales
- Anónimo Blandino- Un Completo Enígma  (1999)
- Anónimo Blandino- El Meneo  (2010)
- Infinito Orpheo- Sangre, Viento y Flores  (2010)
- Prisco- Priscografía  (2012)